# خطوط جنوب إفريقيا الجوية الرحلة 295
خطوط جنوب أفريقيا الجوية الرحلة 295 هي رحلة طيران تحطمت في المحيط الهندي في 28 نوفمبر 1987 بعد 36 دقيقة من الأقلاع بسبب اندلاع حريق في قسم الشحن وكان علي متن الطائرة 140 راكبا و19 من أفراد الطاقم وتوفي جميعهم بسبب الحريق والغاز والأصطدام بمياه المحيط وكانت من طراز بوينغ 747 وقبل التحطم إرتفعت الطائرة إلي 30 ألف قدم وثم هبطت بسرعة 285 كم/س بانحدار 7 درجات ونصف وكان موقع تحطمها علي بعد 248 كم شمالي شرق مدينة بور لويس عاصمة موريشيوس وفتحوا أبواب مقصورة الطائرة لإزالة الدخان الكثيف ولكن كان ليزول الضغط وليجعل الأمور أسوء وكان غاز أول أكسيد الكربون والأكسجين عند فتح أبواب مقصورة الطائرة جعل الأمور أسوء وفتح جهاز فتحة إعادة التغذية وتدمير وانقطاع 80 وصلة كهربائية وانقطاع المسجل الصوتي للصندوق الأسود وانفجار مفاتيح فصل التيار الكهربائي وسخونة المنصة اليمني الأمامية لمقصورة الشحن ومواد أكسجينية سريعة الاشتعال وبطاريات حواسيب للحكومة الإفريقية الجنوبية أثناء الحرب الأهلية الأنغولية وارتفاع درجة الحرارة للغلاف الخارجي 300 درجة مئوية ونقل مواد غير شرعية سريعة الاشتعال وانفصال جسم الطائرة خلال الرحلة إلي 4 قطع بسبب الحريق قبل التحطم وهذا ما جعل الأمور أسوء وأقيم نصب تذكاري لضحايا خطوط جنوب أفريقيا الجوية الرحلة 295 بعد 12 عاما من الحادث وكانت هناك إشاعات حول سبب الاشتعال احدها بإن بترول تايواني مسئول عن سبب الاشتعال ولكن البترول التايواني كان يبلغ أقل من 30% من معدل وجوده ولكن البترول مهما كانت قلة وزيادة معدله فإن البترول أكثر الأشياء قابلية للاشتعال وكان البترول يستخدم لقنابل ومتفجرات الحرب الأهلية الأنغولية ولكن الدليل غير محدد بدون مسجل معلومات الرحلة ولكن إنفاق المزيد من الأموال علي البحث لمسجل معلومات الرحلة كان سيجعل شركة خطوط جنوب أفريقيا الجوية تفلس بكل بساطة.